# Corsarios en la Independencia Argentina
Los corsarios, que tuvieron un papel importante en la Guerra de Independencia de la Argentina, estaban sometidos a un reglamento que los obligaba a poseer lo que se llamaba Patente de corso, que se otorgaba por un cierto tiempo, generalmente un año. No podían atacar sino naves de la nación en guerra, debían ser humanitarios y respetar a los neutrales, las presas que tomaban debían ser declaradas legítimas por un tribunal de presas, y debían liberar a los negros encontrados en barcos negreros enemigos. 
Desde 1815 y en 1816 la acción corsaria causó grandes perjuicios al comercio español, apresándose sus naves, obligando a efectuar tareas de protección a sus naves de guerra y difundiendo las ideas y el conocimiento de la revolución independentista por el mundo.
El corsario de las Provincias Unidas fue uno de los primeros en obtener grandes éxitos entre los marinos de las colonias insurgentes. En el Caribe actuaban los corsarios de Nueva Granada y de Venezuela; pero los corsarios rioplatenses llegaron pronto al Pacífico, cubrieron el Atlántico, incluso el mar Caribe y poco después de la independencia, con la fragata La Argentina de Hipólito Bouchard, llegaría a todos los mares. Fue el más importante de la lucha contra España y se ejercitó en una zona amplia con gran eficacia.
El corso contra España se inició con carácter fluvial desde 1812, y marítimo desde 1815 en que se decretó la abolición del fluvial. Su mayor intensidad la tuvo entre 1816 y 1819.
Los dos grandes centros de actividades corsarias fueron Buenos Aires y la costa oriental de Estados Unidos, desde donde salían corsarios norteamericanos con patente y bandera de las Provincias Unidas. Hubo en toda la campaña unos 40 corsarios salidos de Buenos Aires y más de 30 norteamericanos. Las presas fueron más de 150, de las cuales 54 llegaron a Buenos Aires.
Las principales campañas corsarias realizadas en épocas de la independencia argentina fueron:
- campaña del almirante Guillermo Brown en el Pacífico: empezada a finales de 1815 y que prosiguió todo el año 1816;
- campaña del teniente coronel David Jewett con el bergantín «Invencible» de 1815 a 1817, capturando 4 presas;
- campaña de la corbeta «Céfiro» en 1815, al mando de Tomás Taylor que capturó dos presas;
- campaña al mando de Hipólito Bouchard que zarpó de Ensenada el 9 de julio de 1817, en la fragata «La Argentina» recorriendo mares de todo el mundo.